# Грицюк, Григорий Владиленович
Григо́рий Владиле́нович Грицю́к (20 июля 1955, Львов — 22 января 2000) — украинский оперный певец (баритон); Народный артист Украинской ССР (1990).

## Биография
Родился в семье оперного певца Владилена Грицюка. Учился по классу фортепиано в музыкальной школе-десятилетке для особо одаренных детей; в этот период выступил в партии Ангела в «Волшебной флейте» под управлением В. С. Тольбы; участвовал в правительственных концертах.
В 1979 году окончил Киевскую консерваторию (класс Т. Н. Михайловой). В 1979—1988 годы — солист Киевского театра оперы и балета. В 1985 году вступил в КПСС.
С 1988 года — солист Дома органной и камерной музыки. В этот период выступал также в Париже, Милане, Ницце, Флоренции, Болонье, Хельсинки.
Жил в Киеве. Умер 22 января 2000 года, похоронен в Киеве на Байковом кладбище.

## Творчество
Выступал в спектаклях под управлением В. И. Федосеева, Мюнг Вун Чунга; в
оратории С. С. Прокофьева «Иван Грозный». Участвовал в ежегодном музыкальном фестивале в Туре (Франция). В концертах исполнял романсы, арии, украинские песни.
оперные партии
- Валентин («Фауст» Ш. Гуно)
- Альберт («Вертер» Ж. Массне)
- Микола («Наталка-Полтавка» Н. В. Лысенко)
- Игорь Святославич («Князь Игорь» А. П. Бородина)[К 2]
- Рангони («Борис Годунов» М. П. Мусоргского)
- Шакловитый («Хованщина» М. П. Мусоргского)
- Алеко («Алеко» С. В. Рахманинова)
- Томский («Пиковая дама» П. И. Чайковского)
- Фёдор Поярок («Сказание о невидимом граде Китеже и деве Февронии» Н. А. Римского-Корсакова)

## Награды и признание
- 1-я премия Всесоюзного конкурса имени М. И. Глинки (1984, Ереван)
  - специальная премия за исполнение романсов А. П. Бородина (там же) — за исполнение романса «Для берегов отчизны дальней»
- лауреат Международного конкурса (1985, Рио-де-Жанейро)
- 1-я премия на VIII Международном конкурсе имени П. И. Чайковского (1986, Москва)[2]
- Заслуженный артист Украинской ССР (1986)
- Народный артист Украинской ССР (1990)[1].

## Комментарии
1. ↑  По другим данным[1] — с 1981 года.
2. ↑  В первом спектакле партнёром Григория был его отец Владлен Грицюк, исполнявший партию Кончака[2].